# قائمة أنواع النولان
يوجد عدة أنواع من جنس النولان:  
- نولان الدجاج (الاسم العلمي: Nolana gallinacea)
- نولان أبيض (الاسم العلمي: Nolana albescens)
- نولان أبيض عتيق (الاسم العلمي: Nolana incana)
- نولان أخضر مغبر (الاسم العلمي: Nolana glauca)
- نولان أدانسوني (الاسم العلمي: Nolana adansonii)
- نولان أشعث (الاسم العلمي: Nolana villosa)
- نولان أنيق (الاسم العلمي: Nolana elegans)
- نولان أونوي (الاسم العلمي: Nolana onoana)
- نولان إكليلي (الاسم العلمي: Nolana coronata)
- نولان بلسمي (الاسم العلمي: Nolana balsamiflua)
- نولان بيروفي (الاسم العلمي: Nolana peruviana)
- نولان تراباكاني (الاسم العلمي: Nolana tarapacana)
- نولان توتي (الاسم العلمي: Nolana baccata)
- نولان توكوبيلاني (الاسم العلمي: Nolana tocopillensis)
- نولان جرفي (الاسم العلمي: Nolana clivicola)
- نولان جزيري (الاسم العلمي: Nolana insularis)
- نولان جميل (الاسم العلمي: Nolana pulchella)
- نولان حرشفي الأوراق (الاسم العلمي: Nolana lepidophylla)
- نولان خطي الأوراق (الاسم العلمي: Nolana linearifolia)
- نولان خيطي الأوراق (الاسم العلمي: Nolana filifolia)
- نولان دقيق (الاسم العلمي: Nolana tenella)
- نولان دقيق الأوراق (الاسم العلمي: Nolana leptophylla)
- نولان دياني (الاسم العلمي: Nolana dianae)
- نولان روثاني (الاسم العلمي: Nolana salsoloides)
- نولان ريتشي (الاسم العلمي: Nolana reichei)
- نولان سماوي (الاسم العلمي: Nolana coelestis)
- نولان سويقي (الاسم العلمي: Nolana petiolata)
- نولان سويقي أجرد (الاسم العلمي: Nolana scaposa)
- نولان سيدومي الأوراق (الاسم العلمي: Nolana sedifolia)
- نولان شاستني (الاسم العلمي: Nolana chastenayana)
- نولان شاطئي (الاسم العلمي: Nolana littoralis)
- نولان شجيري (الاسم العلمي: Nolana fruticosa)
- نولان صخري (الاسم العلمي: Nolana rupicola)
- نولان صغير (الاسم العلمي: Nolana inconspicua)
- نولان صغير الأزهار (الاسم العلمي: Nolana parviflora)
- نولان صغير الأوراق (الاسم العلمي: Nolana microphylla)
- نولان ضيق الأوراق (الاسم العلمي: Nolana stenophylla)
- نولان عريض الأوراق (الاسم العلمي: Nolana platyphylla)
- نولان غالاباغوس (الاسم العلمي: Nolana galapagensis)
- نولان غاياني (الاسم العلمي: Nolana gayana)
- نولان فردرماني (الاسم العلمي: Nolana werdermannii)
- نولان فليبي (الاسم العلمي: Nolana philippiana)
- نولان كثباني (الاسم العلمي: Nolana thinophila)
- نولان كروي الأوراق (الاسم العلمي: Nolana sphaerophylla)
- نولان لاشيمبي (الاسم العلمي: Nolana lachimbensis)
- نولان لاطئ الأزهار (الاسم العلمي: Nolana sessiliflora)
- نولان لبلابي (الاسم العلمي: Nolana aplocaryoides)
- نولان لحمي (الاسم العلمي: Nolana carnosa)
- نولان لين (الاسم العلمي: Nolana mollis)
- نولان مترامي (الاسم العلمي: Nolana humifusa)
- نولان متشعب (الاسم العلمي: Nolana ramosissima)
- نولان متفرع (الاسم العلمي: Nolana divaricata)
- نولان متناقض (الاسم العلمي: Nolana paradoxa)
- نولان متهدل (الاسم العلمي: Nolana laxa)
- نولان مجاور (الاسم العلمي: Nolana confinis)
- نولان مجنح الثمار (الاسم العلمي: Nolana pterocarpa)
- نولان مستدق (الاسم العلمي: Nolana acuminata)
- نولان مطوي (الاسم العلمي: Nolana plicata)
- نولان ملتف (الاسم العلمي: Nolana revoluta)
- نولان ملعقي (الاسم العلمي: Nolana spathulata)
- نولان منتشر (الاسم العلمي: Nolana diffusa)
- نولان منتفخ (الاسم العلمي: Nolana inflata)
- نولان منثني (الاسم العلمي: Nolana deflexa)
- نولان منفرج (الاسم العلمي: Nolana obtusa)
- نولان منقاري (الاسم العلمي: Nolana rostrata)
- نولان هزيل (الاسم العلمي: Nolana gracillima)
- نولان واسع (الاسم العلمي: Nolana patula)
- نولان ورقي (الاسم العلمي: Nolana foliosa)
- نولان كرسولي الأوراق (الاسم العلمي: Nolana crassulifolia)